# Альбертін (рифт)

Схематичне розташування рифту, Альбертін на заході

Рифт Альбертін — західна гілка Східно-Африканського рифту, охоплює частини Уганди, Демократичної Республіки Конго (ДРК), Руанди, Бурунді і Танзанії. 

## Розташування
Він прямує від північного краю озера Альберт до південного краю озера Танганьїка. Географічний термін включає в себе долину і навколишні гори

## Походження
Рифт Альбертін і гори є результатом тектонічних рухів, які поступово відокремлюють Сомалійську плиту від решти Африканського континенту. Гори, що оточують рифт, складаються з піднятих порід докембрійського фундаменту, перекритих місцями недавніми вулканічними породами.

## Склад
Рифт Альбертін оточують одні з найвищих гір в Африці: Вірунґа, Ітомбве, Мітумба і Рувензорі. На його території розташовані декілька Великих Африканських Озер. Цікаво, що Ківу і Танганьїка при цьому відносяться до сточища Конго, Альберт і Едуард — Нілу, а озеро Руква — безстічне і частково пересихаюче.

## Біота
Тваринний і рослинний світ території рифту має порівняно високий ступінь ендемізму. Покривають схили гір Гірські ліси рифту Альбертін. Є одними з найбільш важкопрохідних в Африці На території Уганди в рифтовій долині утворені Національні парки — Королеви Єлизавети і непрохідний ліс Бвінді